# 101 Dalmatians II: Patch's London Adventure
101 Dalmatians II: Patch's London Adventure é um filme de animação realizado em 2003 pelos estúdios da Disney. É a continuação de One Hundred and One Dalmatians de 1961.

## Sinopse
Antes de se mudar para a nova casa, numa fazenda, Patch, um dos filhotes de dálmatas, está perdido em Londres. A terrível Cruela DeVil quer pegar novamente os cãezinhos, para transformá-los em casaco de peles.

## Vozes
- Patch (Bobby Lockwood)
- Trovão (Barry Bostwick)
- Relâmpago (Jason Alexander)
- Lars (Martin Short)
- Cruella DeVil (Susan Blakeslee)
- Pongo (Samuel West)
- Horace (Maurice LaMarche)
- Jasper (Jeff Bennett)
- Anita (Jodi Benson)
- Roger (Tim Bentinck)
- Perdita (Kath Soucie)
- Babá (Mary MacLeod)

## Prêmios e indicações
- 101 Dalmatians II: Patch's London Adventure recebeu quatro prêmios Annie (Annie Awards), entre outros.